# Panneau de signalisation d'une priorité ponctuelle en France
Le panneau de signalisation AB2 annonce que les usagers sont prioritaires sur toute la portion de route jusqu'à ce qu'un panneau indique la fin de la priorité. 

## Histoire
Même si le signal d’annonce de croisement de routes existe depuis 1909, ce n’est qu’en 1927 que la priorité à droite apparaît formellement dans le code de la route : « Le conducteur est tenu, aux bifurcations et croisées des chemins, de céder le passage au conducteur qui vient à droite ». Cette disposition de la priorité à droite pour toutes les routes avait été créée pour pallier la difficulté pour l’usager de distinguer la route sur laquelle il est en train de rouler, puisque depuis 1922, les routes nationales étaient censées avoir priorité absolue sur toutes les autres routes.
Mais il est rapidement apparu que certaines routes, qui supportaient une circulation importante, imposaient systématiquement une priorité à droite : quelle que soit l’importance de la route croisée, elles présentaient certaines difficultés, particulièrement avec l’accroissement de la vitesse des véhicules. Ainsi un décret du 25 septembre 1932 distingue, parmi les routes nationales, les routes à grande circulation qui bénéficient d’une priorité absolue sur toutes les routes. Le signal d’annonce d’une priorité ponctuelle est quant à lui créé par circulaire du 14 janvier 1933. Le panneau est triangulaire avec un fond crème et un listel bleu foncé. Le symbole a la même forme que celui en vigueur actuellement.
Dans l’instruction générale de 1946, le panneau est codifié A13 et signifie l’annonce d’une route sans priorité.

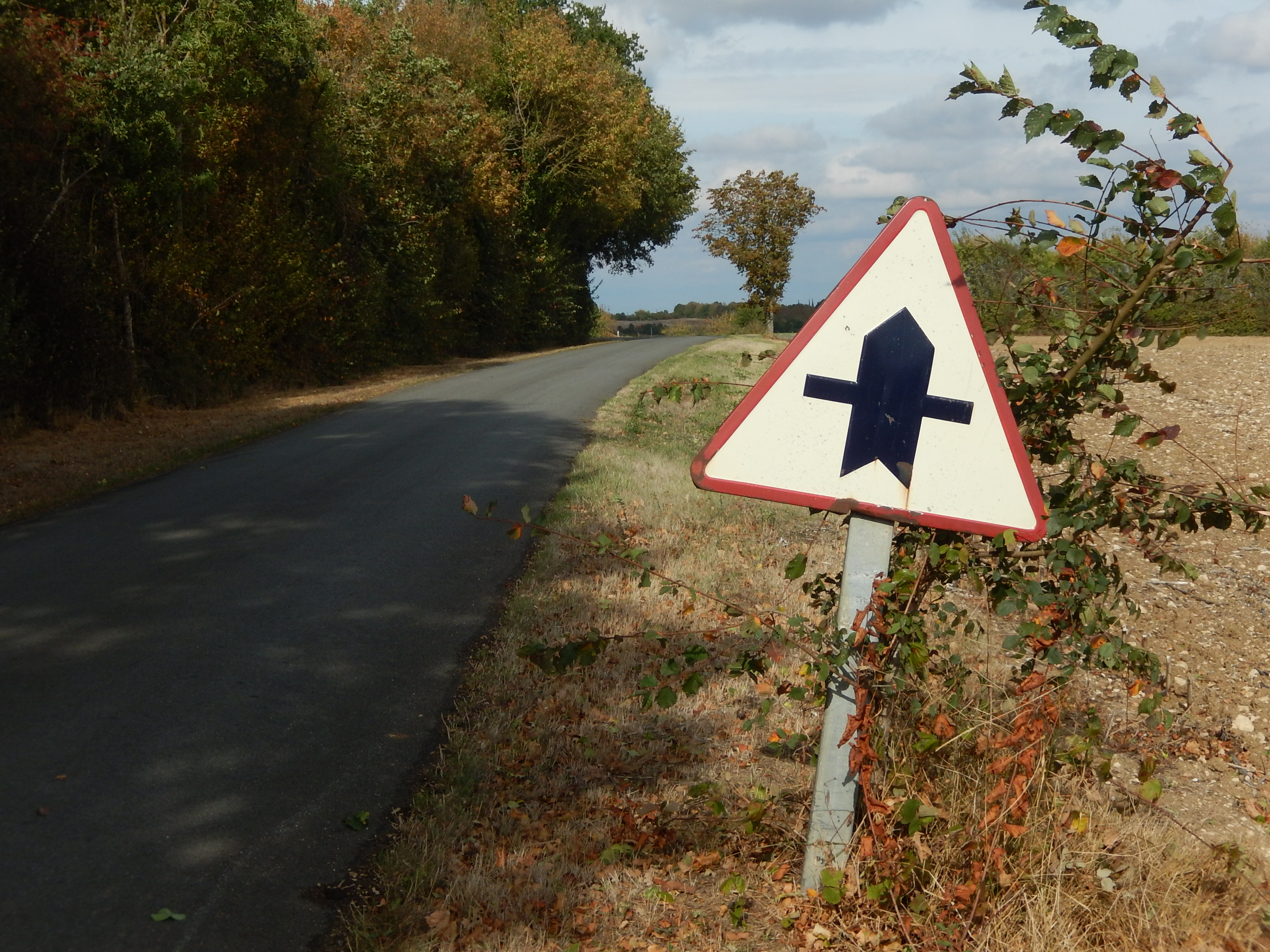
Un ancien modèle de panneau de signalisation d'une priorité ponctuelle, fabriqué en 1960, et toujours en place en 2018 à Tonnay-Boutonne.

Dans la circulaire du 19 janvier 1952, confirmée dans l’arrêté du 23 juillet 1954, le même panneau est codifié A10 et signifie « Intersection hors agglomération d’une route classée à grande circulation avec une route non classée à grande circulation ».
Dans l’arrêté du 28 décembre 1963, une nouvelle nuance apparaît avec l’ajout à la fin de la définition de : « …ou avec une route sur laquelle l’arrêt est obligatoire ». Une route à grande circulation peut ainsi elle-même être prioritaire sur une route de même type.
Dans l’arrêté du 23 juillet 1970, la notion de route à grande circulation est abandonnée ; on parle désormais de croisement avec une route où les usagers doivent céder le passage. Parallèlement est aussi créée la notion de route à priorité sans référence à une quelconque notion de domanialité de voie. Le fond du triangle devient blanc.
Le signal prend la forme actuelle avec un triangle bordé d’une bande rouge dans l’arrêté du 26 juillet 1974.

A13 – Instruction générale de 1946 – Périmé
A10 – Circulaire du 19 janvier 1952 – Périmé
AB2 – Arrêté du 23 juillet 1970 – Périmé
AB2 – Arrêté du 26 juillet 1974 – Modèle en vigueur

Contrairement à certains pays, comme la Croatie, la barre est toujours horizontale et ne s'adapte pas en fonction de la topographie du carrefour.

## Usage

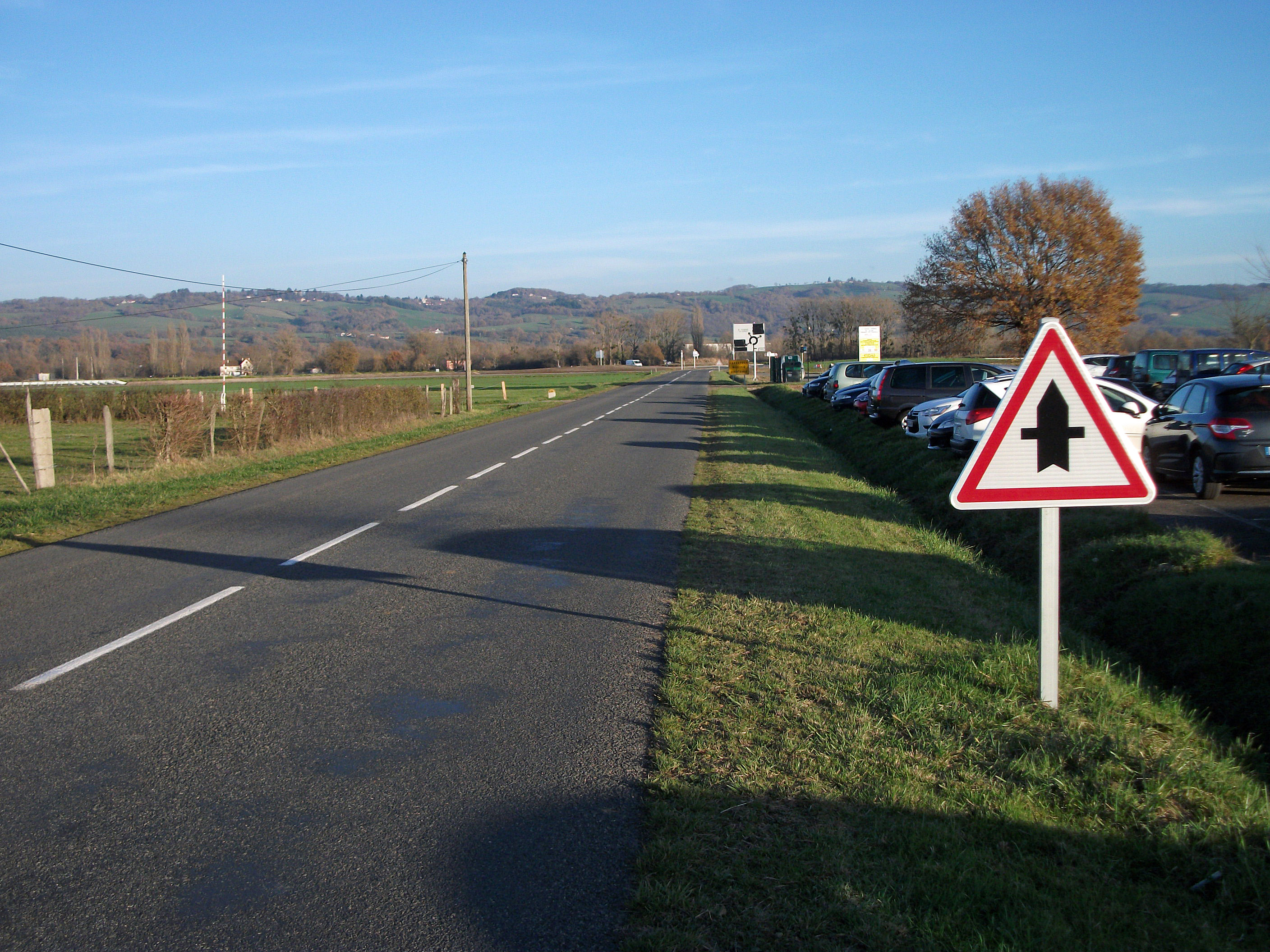
Panneau AB2

Il peut être utilisé sur toutes les routes à l'exception de celles classées prioritaires.
En agglomération, son emploi est facultatif si la ou les routes rencontrées comportent un marquage au sol caractérisant la priorité (ligne discontinue pour un cédez-le-passage et ligne continue pour un stop).
Son implantation est subordonnée à l'établissement d'un régime de priorité.
À ce panneau doivent correspondre, sur les routes affluentes soit les panneaux AB3a et AB3b, soit les panneaux AB4 et AB5.

## Caractéristiques
Comme pour tous les panneaux de signalisation de priorité, il existe cinq gammes de dimensions de panneaux de priorité.
| Gamme       | Largeur du côté du triangle | Mode de mesure |
| ----------- | --------------------------- | -------------- |
| Très grande | 1500 mm                     |                |
| Grande      | 1250 mm                     |                |
| Normale     | 1000 mm                     |                |
| Petite      | 700 mm                      |                |
| Miniature   | 500 mm                      |                |

## Implantation

### Distance d’implantation

#### En rase campagne
La distance habituelle d'implantation du panneau AB2 est de 150 m environ. Les panneaux AB1 et AB2 ne comportent pas de panonceau de distance lorsqu'ils sont implantés entre 100 et 200 m de l'intersection qu'ils annoncent.
Cette distance peut toutefois varier en fonction de la disposition des lieux, de la vitesse de la circulation ou dans certains cas spécifiques.
Elle peut atteindre 400 m sur les routes à très bonne visibilité parcourues par une circulation rapide. Lorsque le panneau est placé à plus de 200 m d'une intersection, il doit être répété à mi-distance environ de celle-ci et les deux panneaux doivent être complétés par un panonceau de distance. Celle-ci est arrondie aux 50 m les plus voisins.
Seules des circonstances exceptionnelles (deux intersections successives très rapprochées ou nécessité de plusieurs panneaux avancés successifs) peuvent justifier une distance d'implantation inférieure à 100 m. Dans ce cas la distance indiquée sur le panonceau est arrondie à 50, 75 ou 100 m.

#### Enagglomération
Les distances entre les intersections successives étant très variables, les distances d'implantation des panneaux avancés sont elles-mêmes très variables, les panneaux devant être placés entre l'intersection et celle qui la précède. Généralement, pour le panneau AB2, cette distance est de 0 à 30 m.
Le panneau AB2 ne comporte généralement pas en agglomération de panonceau de distance sauf s'il est implanté à plus de 150 mètres de l'intersection. L'indication de la distance se fait comme ci-dessus.

### Distance latérale

Implantation d'un panneau de danger sur accotement en rase campagne

Sauf contrainte de site, la distance entre l'aplomb de l'extrémité du panneau situé du côté de la chaussée et la rive voisine de cette extrémité ne doit pas être inférieure à 0,70 m.
En rase campagne, les panneaux sont placés en dehors de la zone située en bord de chaussée et traitée de telle façon que les usagers puissent y engager une manœuvre de redirection ou de freinage dite « zone de récupération », ou leur support au minimum à 2 m du bord voisin de la chaussée, à moins que des circonstances particulières s'y opposent (accotements étroits, présence d'une plantation, d'une piste cyclable, d'une voie ferrée, etc.).
En agglomération les panneaux sont implantés de façon que le support gêne le moins possible la circulation des piétons.
Le support d'un signal peut aussi être implanté sur une propriété riveraine ou ancré à une façade après accord du propriétaire ou par application si cela est possible du décret-loi du 30 octobre 1935 et du décret 57180 du 16 février 1957.

### Hauteur au-dessus du sol

#### En rase campagne
La hauteur règlementaire est fixée en principe à 1 m (si plusieurs panneaux sont placés sur le même support, cette hauteur est celle du panneau inférieur), hauteur assurant généralement la meilleure visibilité des panneaux frappés par les feux des véhicules.
Elle peut être modifiée compte tenu des circonstances locales :
- soit pour assurer une meilleure visibilité des panneaux,
- soit pour éviter qu'ils masquent la circulation.

#### En agglomération
Dans les agglomérations bénéficiant d'un éclairage public, les panneaux peuvent être placés à une hauteur allant jusqu'à 2,30 m pour tenir compte notamment des véhicules qui peuvent les masquer, ainsi que de la nécessité de ne gêner qu'au minimum la circulation des piétons.

#### Position de la face
Le plan de face avant d'un panneau implanté sur accotement ou trottoir doit être légèrement incliné de 3 à 5° vers l'extérieur de la route afin d'éviter le phénomène de réflexion spéculaire qui peut, de nuit, rendre le panneau illisible pendant quelques secondes.

## Visibilité de nuit
Les panneaux et panonceaux de signalisation doivent être visibles et garder le même aspect de nuit comme de jour. Les signaux de danger sont tous rétroréfléchissants ou éventuellement dans certaines conditions définies ci-dessous, éclairés.
Les revêtements rétroréfléchissants doivent avoir fait l'objet, soit d'une homologation, soit d'une autorisation d'emploi à titre expérimental. La rétroréflectorisation porte sur toute la surface des panneaux et panonceaux à l'exception des parties noires ou grises.

#### Arrêté du 24 novembre 1967 et Instruction Interministérielle sur la Signalisation Routière (versions actualisées)
- Arrêté du 24 novembre 1967 relatif à la signalisation des routes et autoroutes, 58 p. (lire en ligne)
- Instruction Interministérielle sur la Signalisation Routière 1re partie : Généralités, 58 p. (lire en ligne)
- Instruction Interministérielle sur la Signalisation Routière 3e partie : Intersections et régimes de priorité, 45 p. (lire en ligne)

#### Histoire de la signalisation
- Marina Duhamel-Herz, Un demi-siècle de signalisation routière : naissance et évolution du panneau de signalisation routière en France, 1894-1946, Paris, Presses de l’École nationale des Ponts et Chaussées, décembre 1994, 151 p. (ISBN 2-85978-220-6)
- Marina Duhamel-Herz et Jacques Nouvier, La signalisation routière en France : de 1946 à nos jours, Paris, AMC Éditions, novembre 1998, 302 p. (ISBN 2-913220-01-0)